# حادثة مخيم جباليا في 23 سبتمبر 2005
وقعت حادثة مخيم جباليا في 23 سبتمبر 2005 عندما كانت حماس تعقد مسيرة أو عرضًا في مخيم جباليا للاجئين في قطاع غزة، في أعقاب الانسحاب الإسرائيلي من غزة. وقتل ما لا يقل عن 19 فلسطينيا من المسلحين والمدنيين فيما وصف بأنه انفجار أو سلسلة انفجارات. وكان من بين القتلى طفلان على الأقل. بالإضافة إلى ذلك، أصيب أكثر من 80 فلسطينيًا.
كان أصل هذه الانفجارات محل خلاف. ووصفت حماس الحادث بأنه غارة جوية إسرائيلية. وقال متحدث باسم حماس: "لقد رأيت الصواريخ بأم عيني ورأى آلاف الأشخاص هذه الصواريخ قادمة". لكن إسرائيل نفت أن يكون لها أي علاقة بالانفجار.
وزعم مسؤولون في السلطة الفلسطينية (برئاسة فتح) أن أعضاء في حماس هم من تسببوا في الانفجار عن طريق الخطأ. وزعمت حماس أن الصواريخ التي تم عرضها خلال المسيرة لا يمكن أن تنفجر لأنها كانت صواريخ وهمية وليست صواريخ حقيقية.

## الخلفية والعواقب
وقبيل الحادث (في نفس اليوم)، داهمت القوات الإسرائيلية منزلا في طولكرم بالضفة الغربية، مما أسفر عن مقتل ثلاثة من أعضاء حركة الجهاد الإسلامي. وردت حركة الجهاد الإسلامي بإطلاق صواريخ على إسرائيل، وبعد ذلك ورد أن الجيش الإسرائيلي أرسل مروحية أباتشي فوق غزة. ووفقا لبعض أعضاء حماس، كانت تلك المروحية هي مصدر الغارة الجوية على تجمعهم في جباليا.
وبعد الحادث، أطلق مسلحون فلسطينيون صواريخ على إسرائيل، مما أدى إلى إصابة خمسة مدنيين إسرائيليين على الأقل. وردت إسرائيل بهجمات عديدة على أهداف في غزة، مما أسفر عن مقتل ما لا يقل عن اثنين من نشطاء حماس وإصابة ما لا يقل عن 29 فلسطينيا، من بينهم مدنيون.

## حوادث مماثلة
وفي مارس/آذار 2006، قُتل خالد دحدوح من حركة الجهاد الإسلامي في انفجار سيارة لم تعلن أي جماعة، إسرائيلية أو فلسطينية، مسؤوليتها عنه. وفي هذه الحالة لم يُقتل أي مدني، على الرغم من إصابة شخصين.